# Golo Brdo (Virovitica)
Pour l’article homonyme, voir Golo Brdo.
Golo Brdo est un village de la municipalité coate de Virovitica et situé dans le comitat de Virovitica-Podravina.